# Diplazium beddomei
Diplazium beddomei är en majbräkenväxtart som beskrevs av Carl Frederik Albert Christensen.
Diplazium beddomei ingår i släktet Diplazium och familjen Athyriaceae. Inga underarter finns listade i Catalogue of Life.